# Idaea maderae
Idaea maderae är en fjärilsart som beskrevs av George Thomas Bethune-Baker 1891. Idaea maderae ingår i släktet Idaea och familjen mätare. Inga underarter finns listade i Catalogue of Life.